# Combinaison pressurisée

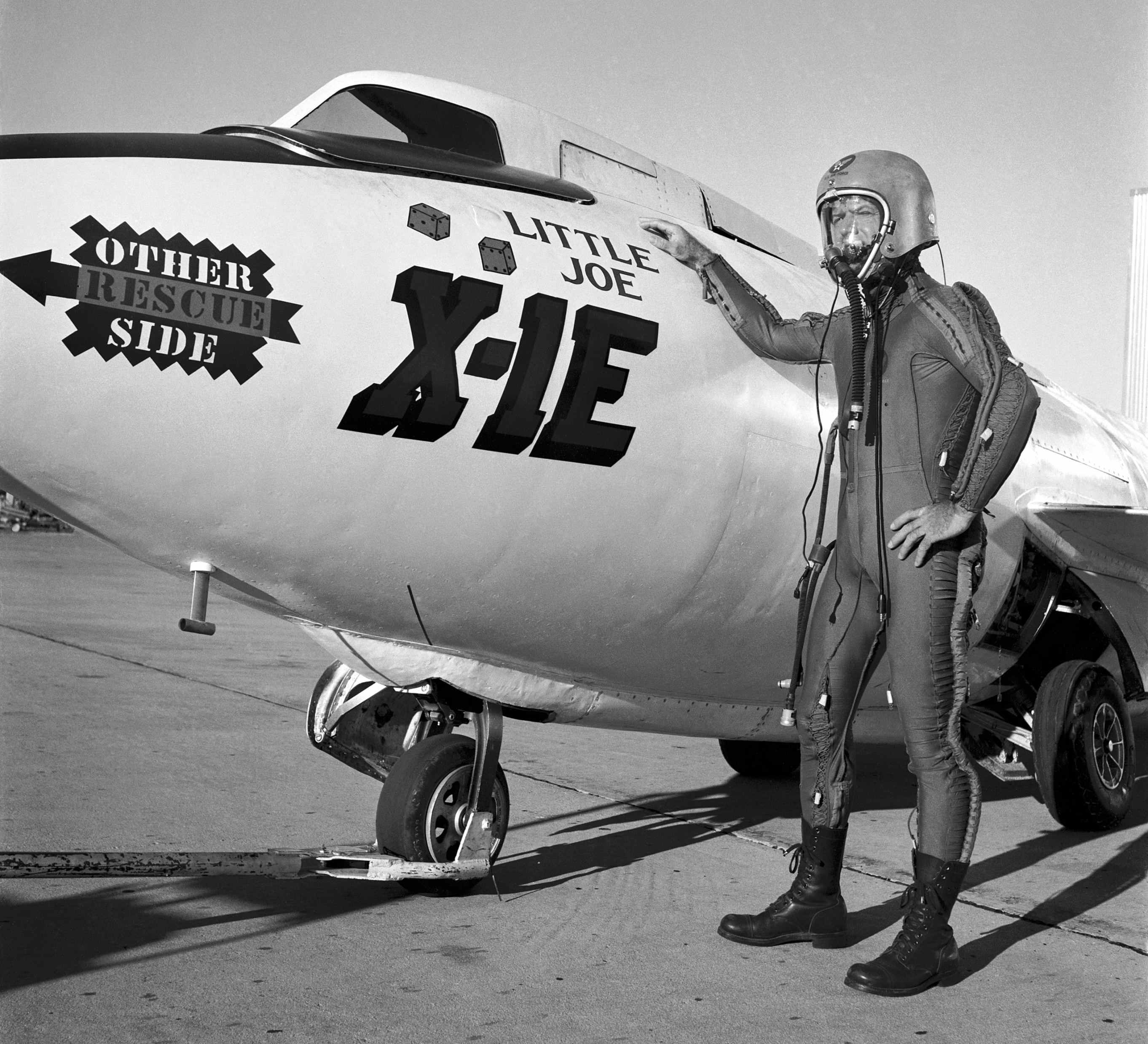
Joseph Albert Walker dans un des premiers modèles de combinaison pressurisée dotant l'US Air Force, 27 janvier 1958.

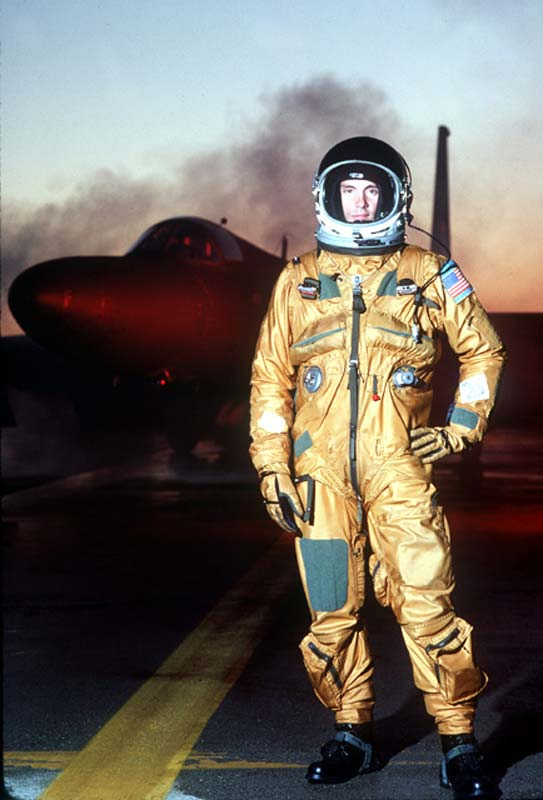
Un pilote de Lockheed U-2 portant sa combinaison pressurisée

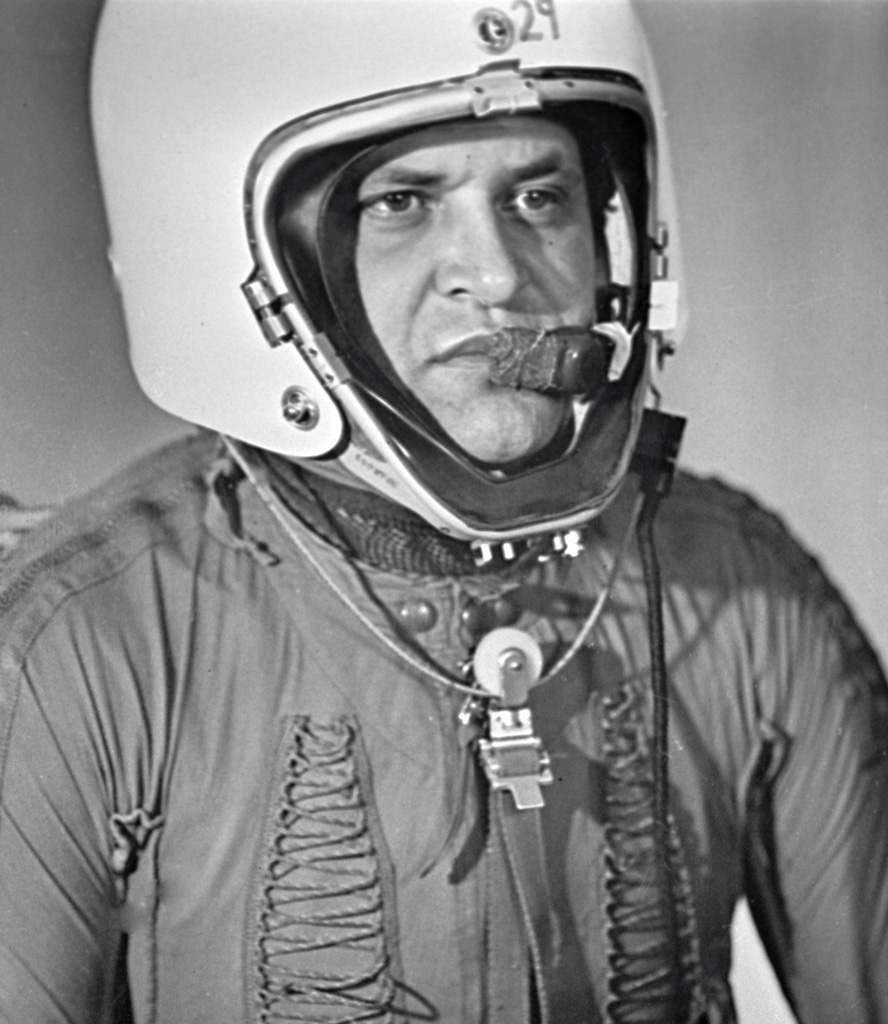
Un pilote portant le premier modèle de combinaison pressurisée, 22 novembre 1960

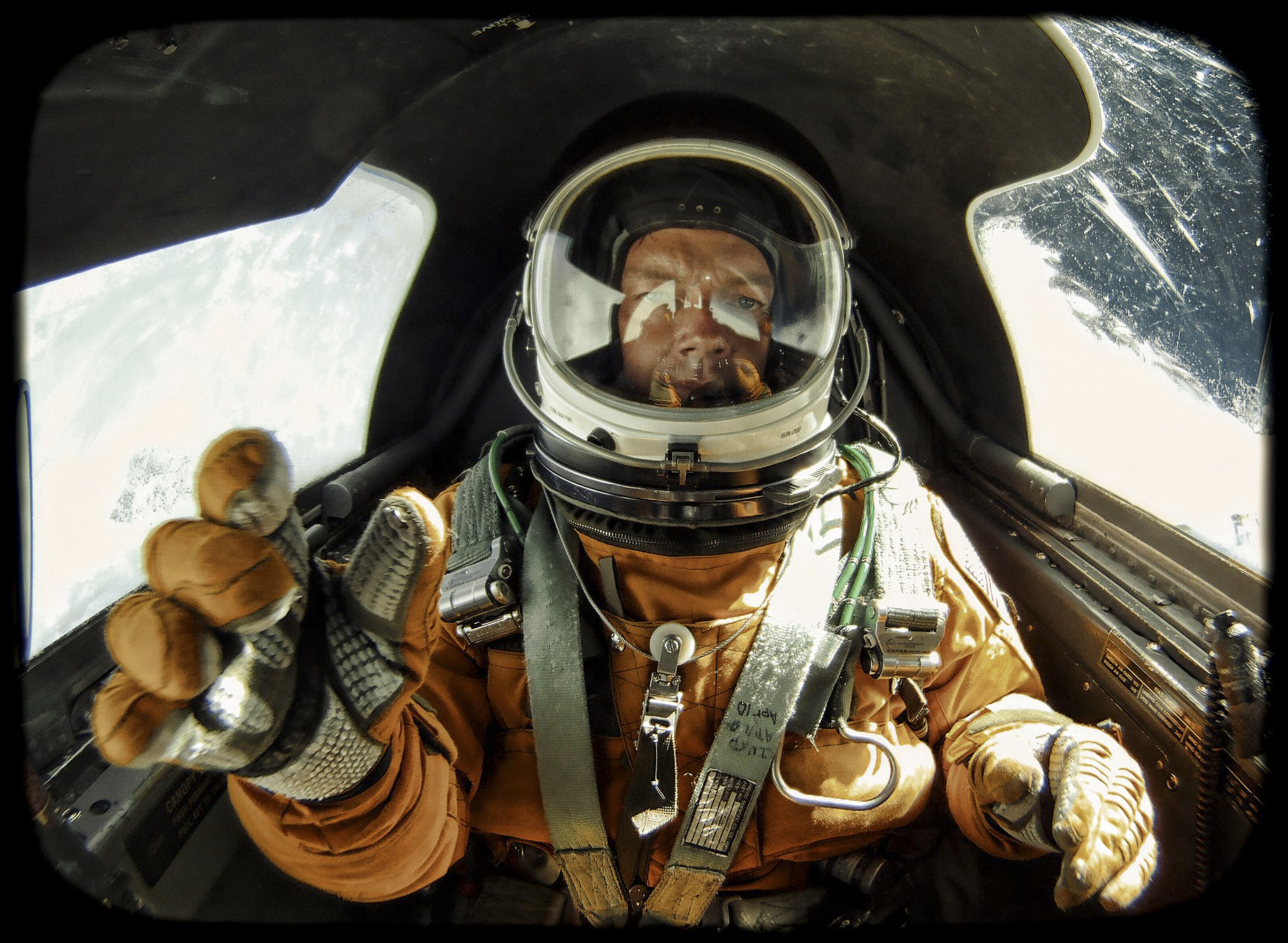
Un pilote dans un cockpit de Lockheed U-2 en 2010 à 70,000 pieds portant une combinaison similaire à celle portée par les pilotes de Lockheed SR-71.

Une combinaison pressurisée (en anglais : pressure suit) est une combinaison sous pression utilisée par les pilotes d'avions en haute altitude. En effet, ceux-ci vont si haut dans l'atmosphère que même respirer dans un masque de l'oxygène pur à cette pression environnante ne fournirait pas assez d'oxygène pour leurs corps (hypoxie) ; les combinaisons sont donc mise sous pression.
La combinaison pressurisée utilisée par les spationautes est, elle, appelée « combinaison spatiale ». Elle est conçue pour fonctionner dans le vide.